# Ben Shenkman
Ben Shenkman, pseudonimo di Benjamin Shenkman (New York, 26 settembre 1968), è un attore statunitense.
Shenkman è nato da una famiglia ebrea a New York, figlio di Katherine, socia in uno studio legale e Shepard A. Sheinkman, che lavorò per una compagnia di consulenza. Si laureò alla Brown University e ottenne un Master of Fine Arts nel 1993 alla New York University Tisch School of the Arts.

## Filmografia

### Cinema
- Quiz Show, regia di Robert Redford (1994)
- L'eliminatore - Eraser (Eraser), regia di Chuck Russell (1996)
- π - Il teorema del delirio (Pi), regia di Darren Aronofsky (1998)
- Attacco al potere (The Siege), regia di Edward Zwick (1998)
- Ladri per la pelle (Thick as Thieves), regia di Scott Sanders (1999)
- Jesus' Son, regia di Alison Maclean (1999)
- Requiem for a Dream, regia di Darren Aronofsky  (2000)
- L'insonne (Chasing Sleep), regia di Michael Walker (2000)
- Personal Velocity - Il momento giusto (Personal Velocity: Three Portraits), regia di Rebecca Miller (2002)
- Roger Dodger, regia di Dylan Kidd (2002)
- Partnerperfetto.com (Must Love Dogs), regia di Gary David Goldberg (2005)
- Se solo fosse vero (Just Like Heaven), regia di Mark Waters (2005)
- Quando tutto cambia (Then She Found Me), regia di Helen Hunt (2007)
- Breakfast with Scot, regia di Laurie Lynd (2007)
- Solitary Man, regia di Brian Koppelman e David Levien (2009)
- Brief Interviews with Hideous Men, regia di John Krasinski (2009)
- Blue Valentine, regia di Derek Cianfrance (2010)
- The Key Man, regia di Peter Himmelstein (2011)
- Passione innocente (Breathe In), regia di Drake Doremus (2013)
- Concussion, regia di Stacie Passon (2013)
- Il processo ai Chicago 7 (The Trial of the Chicago 7), regia di Aaron Sorkin (2020)

### Televisione
- Law & Order - I due volti della giustizia (Law & Order) – serie TV, 7 episodi (1993-2009)
- Ed – serie TV, 3 episodi (2001-2003)
- Angels in America – miniserie TV, 6 puntate (2003)
- Canterbury's Law – serie TV, 6 episodi (2008)
- Grey's Anatomy – serie TV, 3 episodi (2009)
- Burn Notice – serie TV, 4 episodi (2009)
- Damages – serie TV, 11 episodi (2010)
- Fuori dal ring (Lights Out) – serie TV, 5 episodi (2011)
- Drop Dead Diva – serie TV, 5 episodi (2011)
- Royal Pains – serie TV, 49 episodi (2012-2016)
- The Night Of - Cos'è successo quella notte? (The Night Of) – miniserie TV, 4 puntate (2016)
- Billions – serie TV, 39 episodi (2016-2023)
- For the People – serie TV, 20 episodi (2018-2019)
- Curb Your Enthusiasm – serie TV, 3 episodi (2020)

## Doppiatori italiani
Nelle versioni in italiano delle opere in cui ha recitato, Ben Shenkman è stato doppiato da:
- Sergio Lucchetti in Angels in America, Royal Pains, For the people, FBI
- Marco Vivio in Grey's Anatomy, Private Practice
- Teo Bellia in Burn Notice - Duro a morire, Solitary Man
- Francesco Meoni in Canterbury's Law
- Enrico Di Troia in π - Il teorema del delirio
- Angelo Maggi in Partnerperfetto.com
- Enrico Pallini in Se solo fosse vero
- Massimiliano Manfredi in Quando tutto cambia
- Massimiliano Virgilii in Damages
- Luca Ghignone in Blue Valentine
- Davide Lepore in The Night Of - Cos'è successo quella notte?
- Massimiliano Plinio in Billions (st. 1-5, 7)
- Fabrizio Russotto in Billions (st. 6)
- Guido Di Naccio ne Il processo ai Chicago 7